# Monique Chemillier-Gendreau
 (mai 2025).
Pour les articles homonymes, voir Chemillier-Gendreau.
Monique Chemillier-Gendreau, née le 15 avril 1935, est une juriste française.

## Biographie
Monique Chemillier-Gendreau est née à Madagascar où son père, ingénieur des Ponts et Chaussées, est le directeur des Chemins de fer de 1934 à 1946, année où elle est de retour avec sa famille en métropole.
Elle a préparé à l'université de Nancy, sous la direction de Charles Chaumont, un doctorat de droit consacré au « principe de continuité du service public international » (1965).
Elle est professeur émérite de droit public et de sciences politiques à l'université Paris-Diderot. Elle a une pratique importante du droit auprès des juridictions internationales[réf. nécessaire]. Elle plaide notamment devant la Cour internationale de justice de l'ONU à La Haye.

### Engagement associatif et politique
Elle est la présidente d'honneur de l'Association française des juristes démocrates (fondée par René Cassin).
Elle écrit dans les revues Multitudes et Politis. 
Elle est membre du comité de parrainage du Tribunal Russell sur la Palestine présidé par l'ambassadrice de l'autorité palestinienne en Europe, Leila Shahid, dont les travaux ont été présentés le 4 mars 2009.
Elle a grandement contribué à l'encadrement juridique du mouvement des sans papiers en France à la fin des années 1990, tout comme son métier de praticienne du droit international l'a amenée à s'investir pour des pays du Sud dans leurs différends avec d'autres pays plus puissants.
Elle est signataire de la pétition impulsée par l'association « France-Palestine », destinée à condamner l'État d'Israël pour les attaques contre la population civile en janvier 2009 lors de l'opération plomb durci.
Dans les années 2000, au colloque de Limoges sur « Les réfugiés écologiques », qui s'est conclu par l'appel de Limoges, avec d'autres, elle plaide pour la reconnaissance d'un statut international de réfugié écologique,
Elle a plaidé au nom de l'Organisation de la coopération islamique devant la Cour internationale de justice de La Haye le 26 février 2024, dans le cadre des auditions de cette Cour sur « les conséquences juridiques découlant des politiques et pratiques d’Israël dans le territoire palestinien occupé, y compris Jérusalem-Est »[réf. nécessaire].

## Publications
- Le rôle du temps dans la formation du droit international, Éditions A. Pedone, 1988  (ISBN 9782233001801)
- Humanité et souverainetés, La Découverte, 1995  (ISBN 9782707124449)
- La souveraineté sur les archipels Paracels et Spratleys, L'Harmattan, 1996  (ISBN 9782738440617)
- L'injustifiable : Les politiques françaises de l'immigration, Éditions du Centurion, 1998  (ISBN 222713738X)l
- Sans papiers : l'archaïsme fatal (ouvrage collectif), La Découverte, 1999
- Droit international et démocratie mondiale : les raisons d'un échec, Textuel, 2002  (ISBN 9782845970465)
- De la guerre à la communauté universelle : entre droit et politique, Fayard, 2013
- Régression de la démocratie et déchaînement de la violence : conversation avec Régis Meyran, Textuel, 2019  (ISBN 978-2-84597-746-4)
- Pour un Conseil mondial de la Résistance, Textuel, 2020  (ISBN 978-2-84597-838-6)
- Rendre impossible un État palestinien — L'objectif d'Israël depuis sa création, Textuel, 2025